# VfR Achern
Der VfR Achern ist ein deutscher Sportverein aus dem südbadischen Achern.

## Fußball
1907 als FC Achern gegründet, benannte sich der Klub drei Jahre später in VfR Achern um. 1939 stieg der VfR als Meister der Bereichsklasse Freiburg in die Gauliga Baden auf. Nachdem sie in der Endrunde der regionalen Meisterschaft in zehn Spielen ohne Sieg geblieben war, trat die Mannschaft im folgenden Jahr nicht mehr in der obersten Spielklasse an.
Bei Wiedergründung nach Ende des Zweiten Weltkriegs im Sommer 1946 nahm der Klub den Namen Sport-Vereinigung Achern an. 1949 stieg der Klub in die Amateurliga Südbaden auf, in der die Mannschaft den dritten Platz hinter dem SC Baden-Baden und dem FV St. Georgen belegte. Als SV in die folgende Spielzeit gestartet, beendete der Klub die Saison nach einer erneuten Umbenennung im Oktober 1950 unter dem Namen VfR Achern auf dem elften Platz. 1955 stieg der Klub als Tabellenvorletzter ab, kehrte aber 1965 in die dritte Liga zurück. Dem sofortigen Wiederabstieg folgte der erneute Aufstieg und dieses Mal hielt sich der Klub bis 1970 in der höchsten Amateurliga. Zur Spielzeit 1977/78 kehrte der Klub für eine Spielzeit in die Amateurliga zurück, konnte sich aber nicht für die neu geschaffene Oberliga Baden-Württemberg qualifizieren. Eine Spielzeit zuvor kehrte die Mannschaft auch auf die nationale Fußballebene zurück und trat im DFB-Pokal 1976/77 an. Nach einem 2:0-Erfolg über BV Bad Lippspringe in der ersten Runde schied die Mannschaft in der folgenden Runde gegen den TV Unterboihingen aus dem Wettbewerb aus. Aktuell (seit 2016) ist der Verein aus der Bezirksliga in die Kreisliga A Baden-Baden abgestiegen.

## Leichtathletik
1969 gewann Bärbel Hähnle sowohl über 50 Meter in der Halle als auch über 100 Meter im Freien den Deutschen Meistertitel. Bei den Europameisterschaften 1969 belegte sie mit der deutschen 4-mal-100-Meter-Staffel den zweiten Platz.